# Unity (entorno de escritorio)
Unity es una interfaz de usuario creada para el entorno de escritorio GNOME, y desarrollado por Canonical para la distribución de Ubuntu. Su primer lanzamiento se realizó con la versión 10.10 de Ubuntu Netbook Remix. Fue diseñado con el propósito de aprovechar el espacio en pantallas pequeñas de los netbooks, especialmente el espacio vertical.  Ubuntu Unity es la distribución oficial de Ubuntu que utiliza Unity como entorno de escritorio, su última versión (24.10) fue liberada el 10 de octubre del 2024. El 1 de septiembre del 2022 se anuncia que Unity corresponderá al escritorio oficial de la próxima versión de Ubuntu.

## Historia
En mayo de 2010, Mark Shuttleworth, fundador de Canonical Limited, creador de Ubuntu, anunció Unity, una interfaz de usuario para el escritorio de Ubuntu.
La interfaz Unity fue inicialmente creada debido a las diferencias que surgieron con el diseño y la experiencia de usuario que ofrecía el escritorio GNOME Shell, pero Unity también es un shell o interfaz creada para el entorno de escritorio GNOME, por ende, ambos cumplen un mismo objetivo, pero poseen una filosofía de uso diferente.
Tras el lanzamiento de Ubuntu Netbook Edition 10.10, se comprobó que era preciso un hardware gráfico (GPU) con un buen rendimiento para poder ejecutar Unity, y este hecho provocó críticas por parte de los usuarios que poseían ordenadores de escritorio de gama baja. Uno de los causantes de la alta exigencia en hardware gráfico sería el gestor de ventanas Mutter, que resultó ser muy lento en equipos de bajas prestaciones. Este problema sería solucionado rápidamente en el siguiente lanzamiento de Ubuntu, con la incorporación de Compiz, gracias a su amplio desarrollo y soporte en distintos tipos de hardware, aportando una notable mejora de la velocidad en sus primeras etapas de incorporación al desarrollo de Unity.
En abril de 2011, se anunció la utilización de Unity en la versión de Ubuntu para escritorio, debido a la fusión de la versión netbook con la de escritorio.
En octubre de 2011, los elementos de la interfaz de Unity fueron pasados a GTK3 y fue presentada la interfaz Unity 2D, que proveía la interfaz ya conocida entonces, pero orientada a computadoras de gama baja, y escrita usando la biblioteca Qt. Además de compartir código e interfaz, se utilizó como opción en la entrada de sesión de Ubuntu 11.10.
En enero de 2012, se anunció que Unity 2D será utilizado en Ubuntu TV, el cual fue presentado durante la feria tecnológica CES.
A partir de octubre de 2012, en el lanzamiento de Ubuntu 12.10, se abandonó el desarrollo de Unity 2D y Canonical concentró todo el desarrollo solo en la interfaz Unity 3D, que utiliza el conjunto de herramientas de interfaz Nux y OpenGL ES debido a que el gestor de ventanas Compiz será portado a este. Con esto la interfaz de Ubuntu TV se pasaría a Unity 3D y solo existiría un entorno para Ubuntu, pero con nuevos controladores para computadores de gama baja.
En marzo de 2013, se anunció su sucesor, Unity Next, a diferencia de su antecesor que utiliza Compiz y Nux. Para existir como interfaz en Ubuntu, Unity Next fue construida puramente en el lenguaje QML y la biblioteca Qt, haciendo uso directo de la especificación OpenGL y se esperaba su disponibilidad para todos los dispositivos con Ubuntu (escritorio, teléfono, computadoras de tableta y televisores) en abril de 2014. Pero el proyecto para el teléfono inteligente Ubuntu Edge, que tendría dicha interfaz, no consiguió financiamiento suficiente. Se esperaba la llegada de Unity Mir y Unity 8 como interfaces de escritorio para Ubuntu pero los planes fueron pospuestos. Finalmente, el 5 de abril de 2017, Mark Shuttleworth anunció públicamente que Canonical, basándose en decisiones del mercado informático, concluía sus inversiones en Unity, dedicándolas a áreas que contribuyeran al desarrollo de esa empresa tales como el sistema operativo Ubuntu, los productos de computación en la nube y el Internet de las cosas. El escritorio Unity fue reemplazado en Ubuntu 18.04 por GNOME.
El escritorio Unity, sin embargo, no ha sido discontinuado. A partir de 2017, Unity7 Maintainers Team y UBPorts continúan su desarrollo para Ubuntu.

## Interfaz de usuario
Su interfaz está compuesta de tres importantes elementos.

### Lanzador
Ubicado al lado izquierdo de la pantalla, se utiliza para albergar accesos directos a las aplicaciones que se deseen, y también como función de lista de ventanas. El lanzador también incluye menús rápidos de acceso para aplicaciones, contadores numéricos de notificación, y barras de progreso dependiendo de la aplicación. El lanzador de Unity se muestra siempre, pero cuenta con opciones para auto-ocultar el lanzador. También se pueden arrastrar archivos al lanzador para que la aplicación predeterminada pueda abrirlos, y si la aplicación para abrir esos archivos no se encuentra en el lanzador, no los abrirá.
En la versión de Ubuntu 16.04 y posteriores es posible ubicar el lanzador en la parte inferior de la pantalla instalando el programa Unity Tweak Tool.

### Tablero de aplicaciones
Despliega todos los accesos a aplicaciones, archivos, música y videos del usuario, también brinda un buscador y categorías. Los accesos pueden hacer uso de funciones de búsqueda hacia el Centro de software de Ubuntu o buscar videos en Internet.

### Barra de menús
Ubicado en la parte superior de la pantalla, se utiliza para desplegar los menús e indicadores. Los menús de aplicaciones se auto-ocultan al igual que los botones de control de ventana. Al extremo derecho se encuentran los indicadores que brindan accesos a opciones de sistema, hora, sonido, red y mensajería.